# André Le Floch
Pour les articles homonymes, voir Le Floch.
André Jean Le Floch, né le 12 juillet 1917 à Vannes (Morbihan) et mort le 12 février 2012 à Bordeaux, est un militant mutualiste et homme politique français.

## Biographie
André Le Floch est diplômé de l'École supérieure de commerce et d'industrie de Bordeaux. À 18 ans, il rejoint la SFIO où il exerce le mandat de trésorier national de 1969 à 1971. Il siège par ailleurs au bureau national du parti de 1965 à 1973.
André Le Floch remporte les législatives de 1956 dans la 1re circonscription de la Gironde.  Il est ensuite battu lors des législatives de 1958 par Jean-Claude Dalbos.
Lors de son mandat à l'Assemblée nationale, André Le Floch est membre de la commission de l'intérieur et de la commission du travail et de la sécurité sociale, avec lesquelles il déposa de nombreux rapports en faveur du personnel des collectivités locales, de l'assurance-maladie et de la pratique du tiers payant.
André Le Floch est le maire de Floirac de 1961 à 1977,, il rejoint la même année la communauté urbaine de Bordeaux où il occupe le poste de secrétaire général adjoint.
Attaché au mutualisme et à la justice sociale, André le Floch est le président de la Mutuelle nationale territoriale de 1978 à 1995.
André Le Floch meurt le 12 février 2012 à Bordeaux à l'âge de 94 ans.
Il est officier de la Légion d'honneur.

## Mandats
- 1947 - : Conseiller municipal de Pessac
- 1953 - : Adjoint au maire de Pessac
- 1961 - 1977 : Maire de Floirac
- décembre 1967 - mai 1977 : Vice-président de la communauté urbaine de Bordeaux
- 2 janvier 1956 - 8 décembre 1958 : Député de la Gironde